# غرايسون ألين
غرايسون ألين (8 أكتوبر 1995 بجاكسونفيل في الولايات المتحدة - ) (بالإنجليزية: Grayson Allen)‏ هو لاعب كرة سلة أمريكي في مركز مدافع مسدد الهدف. لعب مع يوتا جاز ودوق بلو ديفلز للرجال.

## وصلات خارجية
- غرايسون ألين على موقع إن بي أي (الإنجليزية)
- غرايسون ألين على موقع سبورتس رفرنس (الإنجليزية)
- غرايسون ألين على موقع كرة السلة الأوروبية.كوم (الإنجليزية)
- غرايسون ألين على موقع إي إس بي إن.كوم (الإنجليزية)
- غرايسون ألين على موقع كلية كرة السلة في سبورتس رفرنس.كوم (الإنجليزية)
- غرايسون ألين على موقع ريلجم (الإنجليزية)
- غرايسون ألين على موقع بروبوليرز (الإنجليزية)
- غرايسون ألين على موقع سبورتس رفرنس (الإنجليزية)